# Antillotyphlops
Antillotyphlops – rodzaj węży z podrodziny Typhlopinae w rodzinie ślepuchowatych (Typhlopidae).

## Zasięg występowania
Rodzaj obejmuje gatunki występujące na Antylach (Turks i Caicos, Portoryko, Brytyjskie Wyspy Dziewicze, Wyspy Dziewicze, Saint-Barthélemy, Sint Eustatius, Saint Kitts i Nevis, Antigua i Barbuda, Montserrat, Gwadelupa i Dominika).  

## Systematyka

### Etymologia
Antillotyphlops: nowołac. Antillarum lub Antillensis „z Antyli”; gr. τυφλωψ tuphlōps, τυφλωπος tuphlōpos „ślepy wąż”.

### Podział systematyczny
Takson wyodrębniony z rodzaju Typhlops. Do rodzaju należą następujące gatunki:
- Antillotyphlops annae (Breuil, 1999)
- Antillotyphlops catapontus (Thomas, 1966)
- Antillotyphlops dominicanus (Stejneger, 1904)
- Antillotyphlops geotomus (Thomas, 1966)
- Antillotyphlops granti (Ruthven & Gaige, 1935)
- Antillotyphlops guadeloupensis (Richmond, 1966)
- Antillotyphlops hypomethes (Hedges & Thomas, 1991)
- Antillotyphlops monastus (Thomas, 1966)
- Antillotyphlops monensis (Schmidt, 1926)
- Antillotyphlops naugus (Thomas, 1966)
- Antillotyphlops platycephalus (Duméril & Bibron, 1844)
- Antillotyphlops richardii (Duméril & Bibron, 1844)